# Anges perdus
Pour plus de détails, voir Fiche technique et Distribution.
Anges perdus (Χαμένοι άγγελοι, Chaméni angueli) est un film grec réalisé par Níkos Tsifóros et sorti en 1948.
Le film est une des premières véritables réussites techniques de la Finos Film : maîtrise des décors et de la synchronisation son/image. La critique considère que c'est le meilleur film de Joseph Hepp. Le thème d’Anges perdus, malgré le contexte de guerre civile est une critique de la domination de la société grecque par les nouveaux riches sans scrupule.

## Synopsis
Loukas (Mímis Fotópoulos) est un petit escroc qui travaille dans une taverne. Il vit avec sa mère (Smaroula Giouli) et sa sœur (Irène Papas). Un jour, un trafiquant de drogues lui propose de devenir, avec sa sœur, revendeurs pour lui.

## Fiche technique
- Titre : Anges perdus
- Titre original : Χαμένοι άγγελοι (Chaméni angueli)
- Réalisation : Níkos Tsifóros
- Scénario : Níkos Tsifóros
- Direction artistique : Giannis Sim
- Décors :
- Costumes :
- Photographie : Joseph Hepp
- Son : Giorgos Kriadis
- Montage : Filopímin Fínos
- Musique : Giannis Vellas
- Société(s) de production : Finos Film
- Pays d'origine :  Grèce
- Langue : grec
- Format :  Noir et blanc
- Genre : Drame
- Durée : 84 minutes
- Dates de sortie : 
  -  Grèce : 22 décembre 1948

## Distribution
- Smaroula Giouli (el)
- Mímis Fotópoulos
- Christos Tsaganeas (en)
- Irène Papas
- Anna Christoforidou